# 酒石酸デカルボキシラーゼ
酒石酸デカルボキシラーゼ(Tartrate decarboxylase, EC 4.1.1.73)は、以下の化学反応を触媒する酵素である。
(R,R)-酒石酸 {\displaystyle \rightleftharpoons } D-グリセリン酸 + CO2
この酵素はリアーゼ、特に炭素-炭素結合を切断するカルボキシリアーゼに分類される。系統名は、(R,R)-酒石酸カルボキシリアーゼ（D-グリセリン酸生成）((R,R)-tartrate carboxy-lyase (D-glycerate-forming))である。他に、(R,R)-tartrate carboxy-lyaseとも呼ばれる。